# Casa del Fascio (Voghera)
L'ex Casa del Fascio è un edificio storico situato a Voghera, sull'area comunale che un tempo ospitava l'ex monastero di Santa Caterina, in via Gerolamo Savonarola.
Costruito tra 1934 e 1939 su progetto degli ingegneri Eugenio Mollino e Carlo Mollino, è un esempio di architettura razionalista. Inizialmente l’edificio è stato utilizzato come sede del Partito Nazionale Fascista fino al 1945. L'ex Casa del Fascio fu poi utilizzata dai partiti del Comitato di Liberazione Nazionale successivamente si insediò il Comando della VI Legione della Guardia di Finanza. In tempi recenti, fino al 2020, è stata sede dell'Agenzia delle entrate.

## Storia
La Casa del Fascio di Voghera, è un perfetto esempio di architettura razionalista in Italia. Il 22 gennaio del 1934 il segretario del Sindacato Provinciale Fascista Ingegneri di Pavia scrisse al podestà della città di Voghera chiedendo l’uscita di un bando di concorso per la realizzazione della Casa del Fascio. Il concorso venne bandito nel 1934 e lo stesso segretario, insieme ad una commissione chiamata dal Fascio locale, valutò i progetti e selezionò il migliore: quello di Eugenio Mollino e Carlo Mollino.
Pare che il progetto vincente fosse una rielaborazione di un primo progetto di Eugenio Mollino, noto come progetto Iria, le cui tavole sono attualmente conservate nel fondo dell’Archivio Mollino. Le piante e il prospetto di questo progetto sono nettamente diverse rispetto a quelle del progetto finale. Il progetto Iria si inserisce coerentemente nel suo percorso progettuale e presenta somiglianze con il Regio Liceo Ginnasio di Voghera, che aveva realizzato lui stesso in quegli anni. Il prospetto mostra un edificio sviluppato con rigore, seguendo uno stile eclettico di matrice tardo-ottocentesca. In questo progetto però manca la torre littoria e l'arengo, elementi tipici delle Case del Fascio. Complessivamente, il progetto sembra basarsi sulla riproposizione di schemi noti, senza una vera innovazione architettonica.
Il progetto risultato vincente fu però quello in collaborazione con il figlio Carlo Mollino, conosciuto come Strà Drita. Quest'ultimo fu presentato al concorso di Voghera e nacque da spunti presenti nel progetto Iria. Le convergenze più evidenti tra i due progetti si riscontrano nella pianta, dove entrambi i lavori mostrano la volontà di elaborare un'evoluzione del tema "ad L", ma solo nel nuovo progetto si aggregano due corpi di fabbrica perpendicolari: il cuore operativo della Casa lungo l'asse di Via Ricotti e la Sala delle Adunanze su Via Savonarola, che si ricongiunge con il resto del complesso nello snodo centrale. Inoltre, nel progetto Strà Drita, l'ingresso principale è posto su Via Ricotti, accanto a quello della Sala delle Adunanze, segnando una diversa gerarchia degli spazi rispetto al disegno originale di Eugenio Mollino.
Il 17 aprile 1934, a Voghera, si riunì la Commissione giudicatrice presso la sede comunale per valutare dodici progetti architettonici, tra questi risultò vincente quello dei Mollino, in quanto offrì una soluzione planimetrica semplice e chiara, con un porticato che collega il nuovo edificio alle vicine Scuole Professionali Monumento ai Caduti. Nonostante la vittoria, però la Commissione suggerì un maggiore studio per il collegamento tra i due edifici e notò alcune imperfezioni nel fregio della facciata, codeste considerazioni vennero solo in parte ascoltate: la soluzione di collegamento tra i due edifici restò inalterata, il fregio, invece, scomparve.
La messa in opera del progetto dei Mollino venne messa in crisi anche da una fragile economia, che non permise la continuità dei lavori. I conti presentati dai progettisti, stimati in circa 480.000 lire dell’epoca, risultarono ben presto sottodimensionati, e i lavori proseguirono con difficoltà. Oltre alle difficoltà economiche emersero altri problemi di natura burocratica, che rimandarono la consegna dell’opera finita. Nell’ottobre del 1937 i lavori vennero interrotti nuovamente, poiché la ditta appaltatrice si rifiutò di portare a termine i lavori di pavimentazione dell’edificio senza prima aver ottenuto il pagamento pattuito.
Nella primavera del 1938 l'opera fu finalmente completata e il suo costo complessivo ammontò a circa 725.000 lire.
Dapprima la Casa del Fascio ebbe la funzione di luogo di ricovero per le truppe di passaggio da Voghera e dirette al fronte, mentre, sul finire del 1942 servì da magazzino per la conservazione del legname in vista dell’inverno. 
Nel periodo compreso tra il 25 luglio e l’8 settembre 1943 l'edificio fu preso in considerazione, per ordine del Prefetto di Pavia, dalla Guardia di Finanza.
Successivamente, con la Repubblica di Salò vi si insediò il comando delle forze tedesche di stanza in Oltrepò Pavese, presto raggiunto dalla Guardia Nazionale Repubblicana. 
A partire dal 27 aprile del 1945, due giorni dopo la liberazione della città ad opera dei partigiani, ospitò il neo-costituito Tribunale del Popolo.
Tra gli anni ‘50 e i primi ‘60 un gruppo di imprenditori locali ottenne in gestione la Sala delle Adunanze, che venne impiegata come balera e come parterre per riunioni pugilistiche.
Tuttavia, alla chiusura della Sala delle Adunanze lo stabile attraversò un periodo di decadenza a cui pose rimedio, negli anni ‘60, l’amministrazione comunale rilevando dal demanio statale l’intero complesso e avviando un pesante intervento di restauro per accogliere uffici pubblici. 
La Casa del Fascio fu poi sede dell’Agenzia delle entrate fino al 2020. Attualmente è in disuso.

## Descrizione
Durante il totalitarismo le architetture monumentali venivano spesso utilizzate come strumento di propaganda delle ideologie dello Stato. Nella realizzazione di queste opere si cercava di privilegiare gli aspetti funzionali dell'architettura, eliminando le decorazioni, in modo che la forma fosse subordinata alla funzione. Il rigore e il funzionalismo promossi dal regime fascista si traducono quindi nelle forme costruttive della Casa del Fascio.

### Interni
L’ex Casa del Fascio presenta una pianta “ad L”, che è il risultato dell’aggregazione di due corpi di fabbrica perpendicolari: il cuore operativo della Casa del Fascio disposto lungo l’asse di Via Ricotti e la Sala delle Adunanze a procedere invece su Via Savonarola. La Sala delle Adunanze digrada nell’arengo, una sorta di terrazzo posto ad est, su Via del Monastero, situato alla stessa altezza del muro di cinta che chiude il cortile.  Si crea una sorta di armonia tra il pieno dell’edificio ed il vuoto del cortile. Gli spazi sono modulati secondo tre diversi piani orizzontali.
I locali interni convergono su un'open space, ovvero un corridoio continuo privo di porte o altri elementi a frazionarne il procedere.

### Facciate

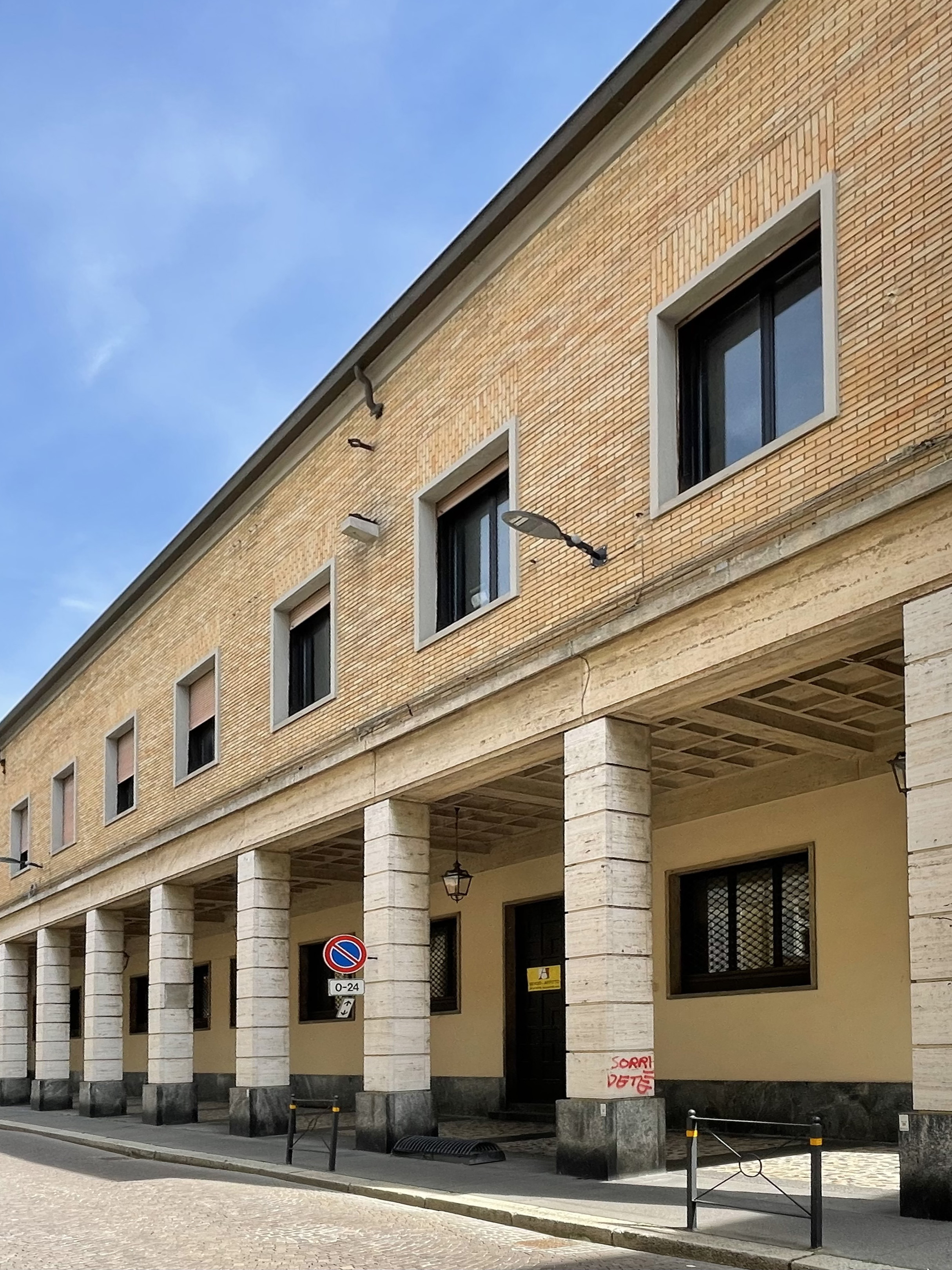
Facciata orientata su via Ricotti (fotografia di Alexia Velazco)

Le facciate dell’edificio presentano due andamenti diversi tra loro: una è basata sul tema dell’orizzontalità, l’altra su quello della verticalità. 
Il corpo di fabbrica su Via Ricotti è modulato sulla ricorrenza delle linee orizzontali. 

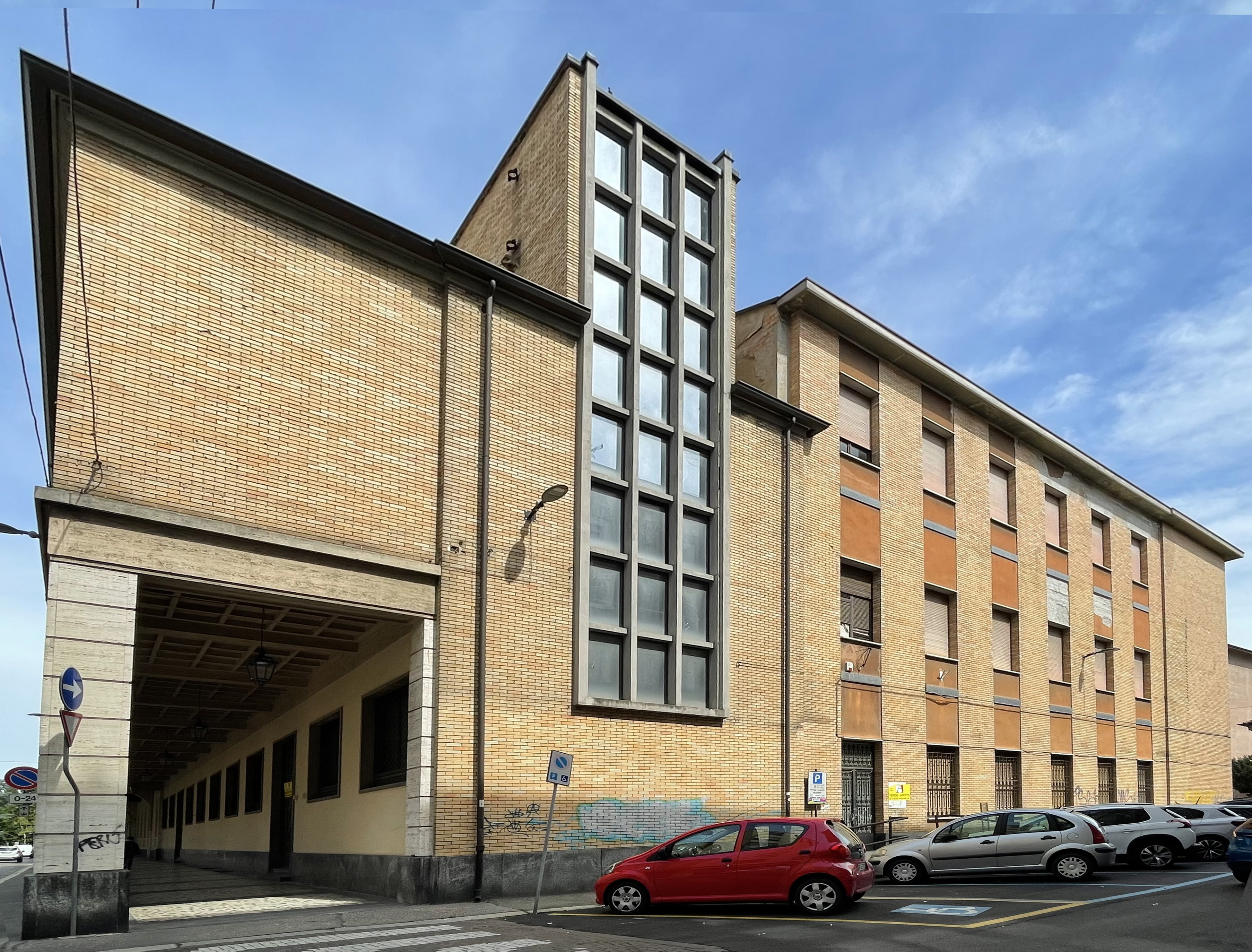
Facciata orientata su via Savonarola (fotografia di Alexia Velazco)

In particolare ciò si evince dalla netta divisione in due piani. Il piano zero prevede la prosecuzione del porticato della Scuola Monumento ai Caduti; il primo piano, invece presenta una facciata pulita. A mediare tra i due piani vi è un’alta cornice costituita di pannelli rettangolari sormontati da una mensola lievemente aggettante. Anche le finestre, sia quelle al primo piano che quelle al piano zero sono impostate in senso orizzontale, con le due spalle di dimensioni ridotte rispetto agli stipiti superiori ed inferiori. Il portico è sostenuto da pilastri costituiti da blocchi quadrati di granito sovrapposti, poggiati su un plinto parallelepipedo. Il soffitto è caratterizzato da un motivo a cassettoni, che richiama l’elemento quadrato alla base dei pilastri.
Nel fronte su Via Savonarola, la quale costituisce uno dei lati lunghi della Sala delle Adunanze, prevale la verticalità. La parete, che è priva di ornamenti, si trova interrotta da sei finestre a nastro verticale, che poggiano su una tettoia.In corrispondenza di ogni finestra si trova una porta a vetri, lunga fino a terra, costituita da un telaio a pannelli quadrati. In corrispondenza dello snodo centrale si trova un’ulteriore finestra a nastro verticale, avente la cornice leggermente aggettante. Quest’ultima apertura, utile per dare luce al vano scala interno, si innesta “ad L” sul tetto. Al piano superiore al portico, su Via Savonarola, vi è un fregio ornamentale.

## Fonti

### Archivistiche
- Archivio Storico Civico Voghera, bb. 323 “Casa del Fascio”, bb. 324 “Casa della GIL”

- Archivio Mollino, presso il Politecnico di Torino

### Bibliografiche
- F. Bernini, Una grande sottoscrizione diede il via alla Casa del Fascio, in Il Giornale di Vicenza, 12 gennaio 1995.
- F. Bernini, La Casa del Fascio ospitò il salone Vittoria. Ma negli anni '60 fu di moda l'Ariston, in Il Giornale di Vicenza, 9 marzo 1995.
- G. Macellari, Carlo Mollino, in Oltre, n. 31, gennaio-febbraio 1995.
- E. Moncalvo, Eugenio e Carlo Mollino, in Oltre, n. 32, marzo-aprile 1995.
- V. Prina, Un'opera di Eugenio e Carlo Mollino a Voghera: la Casa del Fascio, in Oltre, n. 32, marzo-aprile 1995.
- F. Sala, Palestra di stile. Carlo Mollino e la Casa del Fascio di Voghera, Voghera, Cooperativa editoriale Oltrepò, 2009.
- Summa Viqueria: percorso illustrato tra storia, arte e cultura a Voghera, Conoscere Voghera, Varzi, Cooperativa editoriale Oltrepò, 2010.
- Voghera nel cuore, in Guida della città, dei monumenti con itinerari turistici, Varzi, 2004.